# Rudi Rosenfeld
Rudi Rosenfeld (scris și Rudy; n. 4 august 1941, Cernăuți, România – d. 24 august 2018, București, România) a fost un actor român de teatru și film, de origine evreiască.

## Biografie
S-a născut la Cernăuți. Familia sa a făcut parte dintre supraviețuitorii salvați de acțiunile antisemite ale regimului lui Ion Antonescu prin acțiunea primarului Traian Popovici și, când orașul a redevenit sovietic, a ales să se stabilească la București, fugind de teroarea aplicată de regimul stalinist sovietic intelectualilor din teritoriile nou-anexate. 
La București Rudy Rosenfeld a debutat la numai 13 ani, când s-au făcut preselecții la TES (Teatru Evreiesc de Stat). La vârsta de 18 ani a debutat cu rolul Efimcic, din spectacolul „Tinerețea părinților“, de Boris Gorbatov, devenind angajat al Teatrului în 1961.
Actorul a jucat cu mari nume ale TES, Sevila Pastor, a jucat rolul lui Frank în Frank al V-lea de Dürrenmat, a jucat în limba română, în 300 de spectacole în turneu prin întreaga Românie, dar și de 80 de ori în idiș.
Artistul a fost decorat cu Ordinul Național „Pentru Merit” în grad de ofițer, de Președintele României. A decedat două săptămâni mai târziu, fiind îngropat în Cimitirul Filantropia din București.

## Filmografie
- Prea mic pentru un război atît de mare (1970)
- Actorul și sălbaticii (Dramaturgul aspirant) (1975)
- Toate pînzele sus (serial TV, 1977) - ep. 12
- Falansterul (1979)
- Lumini și umbre (Doctorul Bercovici) (1979)
- Nea Mărin miliardar (Reporter) (1979)
- Saltimbancii (1981)
- Un saltimbanc la Polul Nord (1982)
- Ochi de urs (1983)
- Fram (serial TV) (1983)
- Secretul lui Bachus (1984)
- Circus Performers at the North Pole (1984)
- Acordați circumstanțe atenuante? (maistru) (1984)
- Promisiuni (1985)
- Zîmbet de Soare (1988)
- Bătălia din umbră (Rudi Rosenfeld) (1988)
- Noiembrie, ultimul bal (1989)
- Drumeț în calea lupilor (1990)
- Marea sfidare (1990)
- Campioana (1991)
- Telefonul (1992)
- Invisible: The Chronicles of Benjamin Knight (Phillip) (1993)
- Crucea de piatră (1994)
- Nostradamus (doctor asistent) (1994)
- The Midas Touch (șef al securității) (1997)
- Little Ghost (majordom) (1997)
- Train of Life (Le Chamess) (1998)
- Golem (short) (editorul) (2001)
- The Wackos (Fou écossais) (2002)
- Amen. (Moshe) (2002)
- Magnatul (2004)
- Madhouse (pacientul în vârstă) (2004)
- Raport despre starea natiunii (Arhivarul) (2004)
- Frankenstein & the Werewolf Reborn! (săteanul în vârstă) (2005)
- La urgenta (serial) (Insomniacul) (2006)
- Pu-239 (Butterfly Man) (2006)
- Pumpkinhead: Blood Feud (TV movie) (Abner Hatfield) (2007)
- Nimeni nu-i perfect (Serial TV) (2008)
- Nunta mută (2008)
- Coronation Street: Romanian Holiday (Octavian) (2009)
- Strigoi (bunicul lui Nicolae Cozma-Vlad) (2009)
- Oul de cuc (Bătrânul) (2010)
- II Oxygen (short) (2010)
- The Dowry (short-Old Man) (2011)

### Dublaj
A dublat roluri în câteva filme animate:
- Atlantida: Imperiul Dispărut (2002) – Regele Kashekim Nedakh
- Mașini (2006) – Cadillac Coupe de Ville din 1975
- Frumoasa și Bestia 2: Crăciun Fermecat (2010) – Axe (Topor)
- Bambi (2010) și Bambi 2 (2011) – Friend Owl (Bufnița prietenoasă)

## Premii și distincții
- Ordinul Național „Pentru Merit” în grad de ofițer, din partea Președintelui României